# Pterodon
Pterodon är ett släkte av ärtväxter. Pterodon ingår i familjen ärtväxter.
Kladogram enligt Catalogue of Life:
| Pterodon | \| \| Pterodon abruptus \| \| \| \| \| \| Pterodon emarginatus \| \| \| \| |
|          | \| \| Pterodon abruptus \| \| \| \| \| \| Pterodon emarginatus \| \| \| \| |
|          | Pterodon abruptus                                                          |
|          |                                                                            |
|          | Pterodon emarginatus                                                       |
|          |                                                                            |

## Bildgalleri

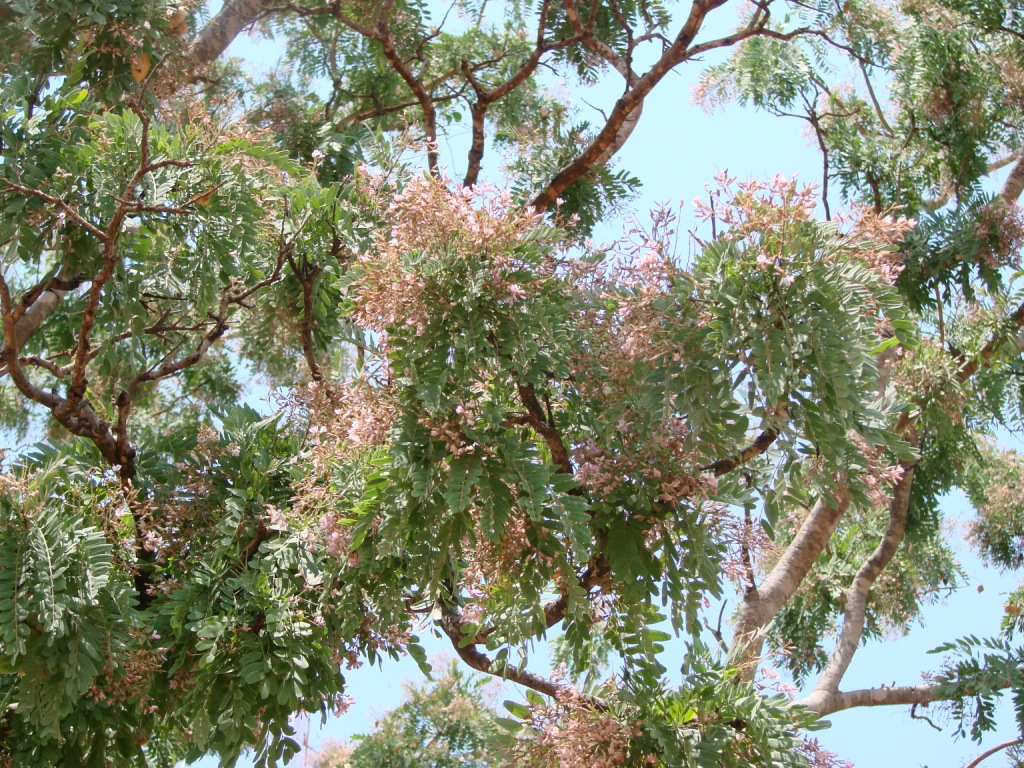
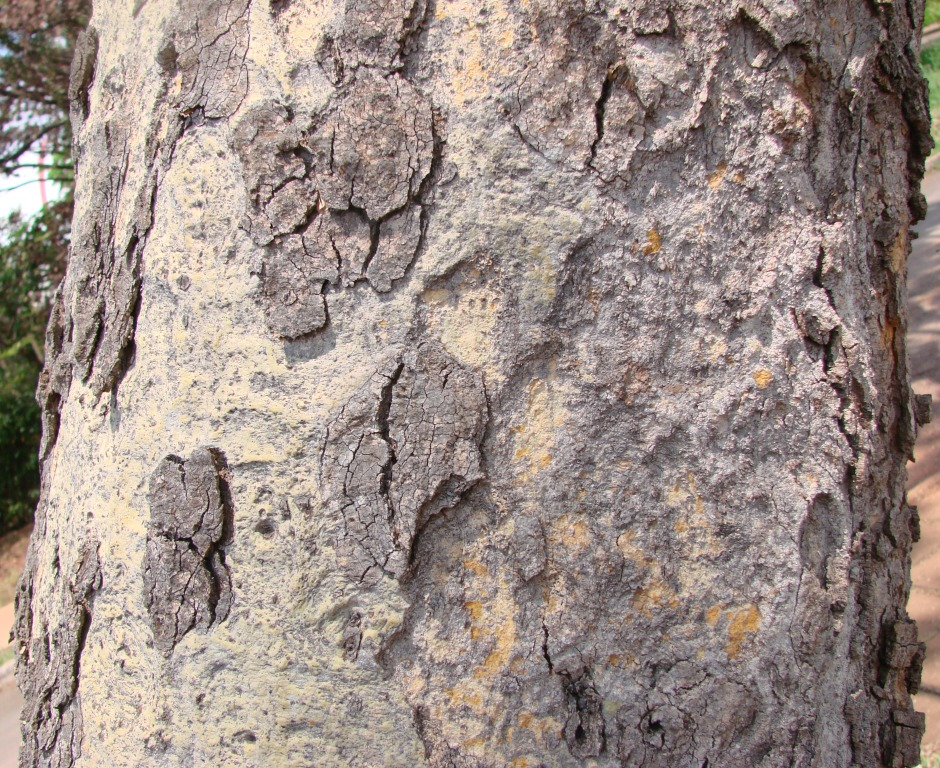
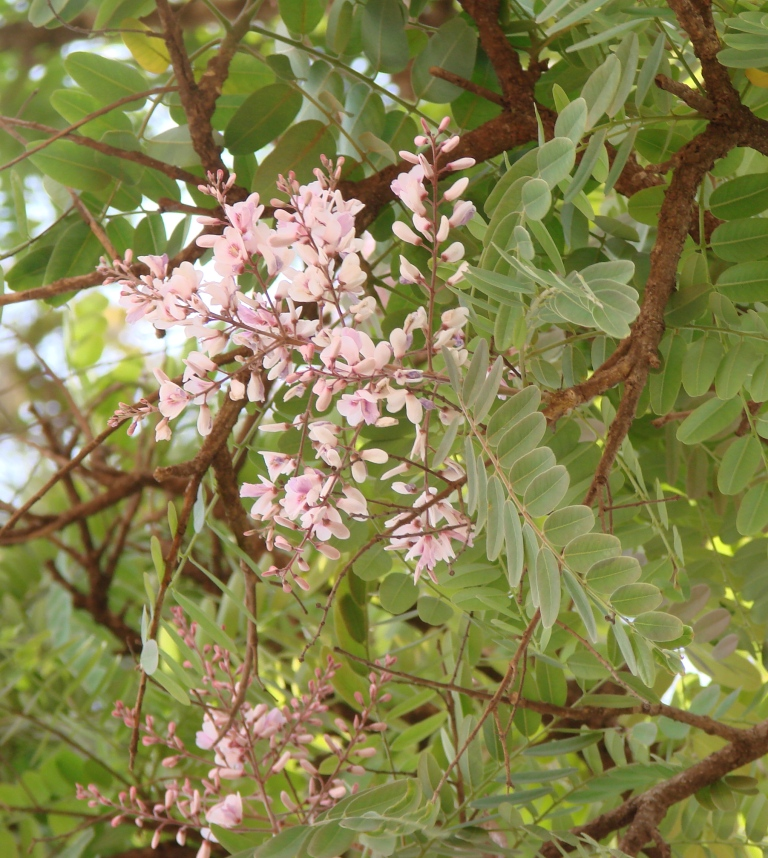
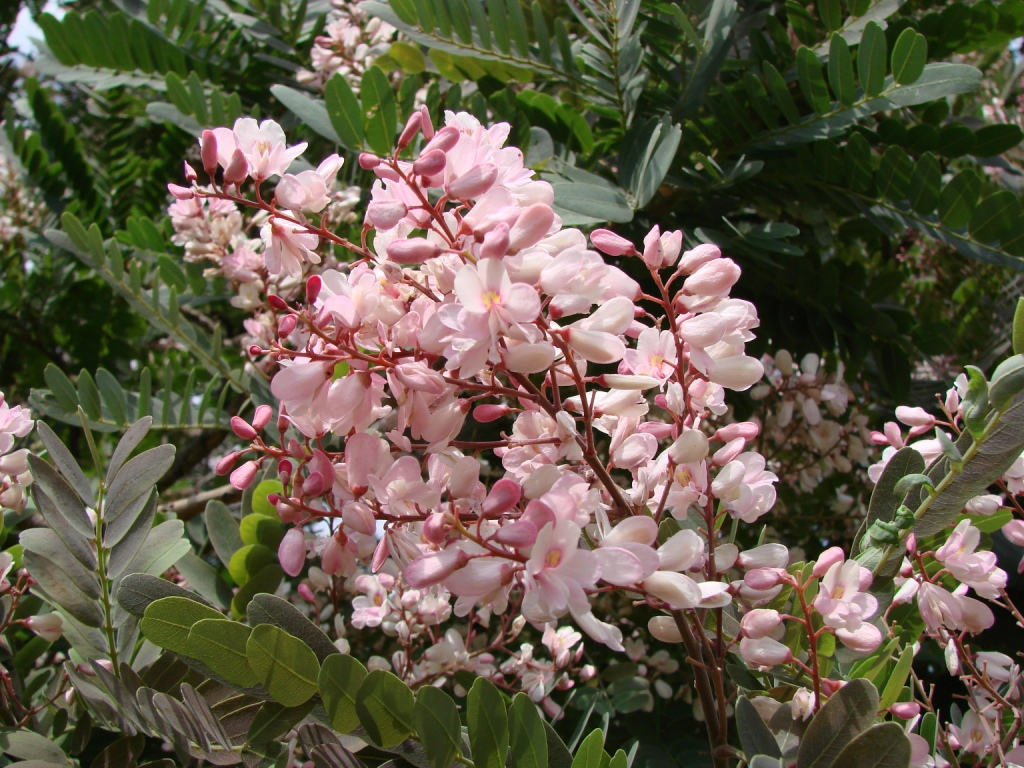